# Magaljdol
Magaljdol (szerbül: Магаљдол) falu Bosznia-Hercegovinában, Bosanska krajina területén, a Szerb Köztársaságban, Mrkonjić Grad községben.

## Fekvése
Bosznia-Hercegovina közép-nyugati részén, Banja Lukától légvonalban 43, közúton 60 km-re délre, községközpontjától légvonalban 6 km-re, közúton 10 km-re keletre, Jajcától légvonalban 10 km-re, közúton 23 km-re északnyugatra, a Dinári-hegységben, a Lučice, vagy Magaljski-patak partján található. 

## Népessége
| Nemzetiségi csoport | Népesség 1991 | Népesség 2013 |
| ------------------- | ------------- | ------------- |
| Szerb               | 377           | 99            |
| Bosnyák             | 0             | 0             |
| Horvát              | 1             | 0             |
| Jugoszláv           | 1             | 0             |
| Egyéb               | 2             | 0             |
| Összesen            | 381           | 99            |

## Története
Mrkonjić Grad község számos magaslata tanúskodik az illírek ezen a területen való tartózkodásáról és életéről. Ezek az erődök a bronzkor végén épültek, és az új korszak kezdetéig használatban voltak. A Magaljdol feletti Gradina nevű magaslaton is egy bronzkori illír erődítmény maradványai találhatók.
A Banja Luka és Mrkonjić Grad közötti hegyvidék a középkori zemljaniki plébániához tartozott, amelyet II. Prijezda bosnyák bán 1287-ből származó oklevele említ. Zmijanje a Jajcától északra fekvő Orbász völgye várainak elesésével 1527-1528-ban került oszmán uralom alá. Az 1540-ig tartó első időszakban ezt a területet a Bródi kádilukhoz tartozó Vrhovina náhijéhez csatolták, majd az 1535-1540 közötti időszakban, amikor az oszmánok átkeltek a Száván, Zmijanje a Boszniai szandzsákba tartozó Kobaši kádilukhoz tartozott. A helyzet lecsendesedésével a Zmijanje náhije különvált. Először az 1541-es defterben említik a Kobaši kádiluk részeként. 1592-től a Banja Luka-i kádilukban volt. Az oszmán uralom első éveiben a Zmijanje náhije magába foglalta a Vrbas és a Szana folyók közötti teljes területet, valamint délen a Mrkonjić Grad feletti Kozare, Dimitor és Lisina hegyeket. Kicsit később a Trijebovoi náhije, mely Mrkonjić Grad környékén feküdt, levált róla. Egyes adatok szerint a 16. század közepétől származó összeírásokban szereplő lakosok ortodoxok voltak.
A falu 1878-ig tartozott az Oszmán Birodalomhoz, majd az Osztrák-Magyar Monarchia része lett. 1879-ben az első osztrák-magyar népszámlálás során Bilajce község része volt. 1910-ben a faluban 58 házat és 375 ortodox szerb lakost számláltak. A monarchia szétesésével 1918-ben előbb a Szerb-Horvát-Szlovén Királyság, majd 1929-től a Jugoszláv Királyság része. 1945-től a szocialista Jugoszlávia része volt. Jugoszlávia megszállása után a falu a Független Horvát Állam (NDH) része lett, majd nem sokkal ezután megkezdődött a szerb lakosság lázadása az új hatalommal szemben, melyet a szerbek elleni usztasa támadások követtek.
A településen az 1991-es népszámlálás adatai szerint 381-en éltek. A település 1995 szeptemberéig a boszniai szerb katonai egységek ellenőrzése alatt állt. Lakossága a horvát hadsereg közeledtére elmenekült. A boszniai háborút lezáró daytoni békeszerződés rendelkezése alapján az ország területét felosztották a Bosznia-hercegovinai Föderáció és a boszniai Szerb Köztársaság között, ennek során a település a Boszniai Szerb Köztársasághoz és Mrkonjić Grad községhez került.

## Oktatás
„Branko Ćopić” Általános Iskola